# Trio no Tempo
Trio no Tempo (em Inglês: Time Warp Trio) é uma série animada de televisão canadense-americana baseada na série de livros infantis de mesmo nome. Criada por Jon Scieszka, a série foi produzida pela Soup2Nuts em associação com a WGBH Boston. A série foi ao ar de 9 de julho de 2005 a 15 de julho de 2006 no Discovery Kids. Foi também transmitido em Portugal pela RTP2 (anteriormente 2:).

## Enredo
Em seu décimo aniversário, Gil (EN: Joe) recebe um misterioso livro azul (conhecido apenas como "O Livro") de seu tio mágico. Ao ler o livro, Gil e seus amigos, João (EN: Sam) e Felipe (EN: Fred), são (muitas vezes acidentalmente) transportados para várias épocas e lugares ao longo da história, como o Egito Antigo e o Velho Oeste. No ano de 2105, o trio conhece suas próprias bisnetas, Jodie, Samantha e Freddi.
Após cada salto temporal, o grupo deve encontrar e usar o livro para retornar aos dias atuais. Mais tarde na série, o tio malvado de Gil, Mad Jack, faz várias tentativas para capturar as crianças e o Livro com truques engenhosos, como encalhá-los na Antártica (já que o Livro não funciona lá). 

## Personagens

### Personagens principais
- Gil  (dublado por Mark Rendall) - Um mágico promissor e o atual proprietário do Livro. Ele é descendente do Império Gupta na Índia. Sua tendência para experimentar o livro resulta em muitas de suas aventuras, e seu talento para truques mágicos os ajuda a sair de situações difíceis. Em um ponto, Gil é premiado com o título de Time Page, e diz-se que ele eventualmente se tornará um Warp Wizard. De acordo com Freddi e Jodie, Gil lutará contra seu tio, Mad Jack, em uma grande batalha que determinará o destino do próprio tempo. Ele mora no Brooklyn com seu pai arqueólogo, sua mãe e sua irmã Anna.
- João (dublado por Darren Frost) - Um amigo de Gil e Felipe que resolve problemas usando inteligência e conhecimento histórico. Ele é descendente de russos. Descrito como um nerd estereotipado, ele usa óculos e tem várias alergias. João está desconfiado de viagens no tempo, sendo convencido de sua desgraça iminente toda vez que eles abrem o livro. Cientista amador e inventor, Freddi disse a ele que ele inventaria algo muito importante no futuro.
- Felipe (dublado por Scott McCord) - Um amigo de Gil e Sam que é fã de esportes e conhecido por ser divertido, provocador e obstinado, muitas vezes ao ponto da idiotice. Felipe é o que mais se interessa em usar o livro para obter ganhos materiais, seja para caçar tesouros ou patentear tecnologia futura, ele o usa para salvar Gil de ser apagado da existência.
- Jodie Arthur (dublado por Sarah Gadon até ep. 14; dublado por Tajja Isen começando com ep. 20) - bisneta de Gil do ano 2105. Ela é uma aspirante a estilista de moda conhecida por ser mandona, rude, condescendente e reclamar muito. Jodie é chamada de "warper de terceiro nível" e demonstra grande domínio sobre o livro. Ela também não gosta de gatos, pois é alérgica a eles.
- Samantha Kikin (dublado por Laurie Elliott) - bisneta de Sam do ano 2105. Ela, como Fred, é conhecida por ser provocadora, engraçada, impulsiva e teimosa - o exato oposto de Sam (embora, como Sam, ela possa ser sensível às vezes). Samantha tem um gato robô de estimação chamado Rivites e possui um relógio de bolso de viagem no tempo que Sam inventou há muito tempo.
- Frederica "Freddi" (dublado por Sunday Muse) - bisneta de Fred do ano 2105. Ela é muito amigável e doce, mas também é tímida, maleável, sensível e parece ser o oposto de Fred (embora, como Fred, ela possa ser corajosa se a situação lhe for conveniente).

### Personagens recorrentes
- Anna Arthur (dublado por Annick Obonsawin) - a irritante irmã mais nova de Gil, que parece ter mais conhecimento do Livro do que seu irmão.
- Joe, o Magnífico (dublado por Tony Daniels) - tio e homônimo de Gil, um aspirante a mágico que falha em apresentações ao vivo. Ele enviou seu sobrinho JGil O Livro, que ele não sabia como usar, e em vez disso, atravessa o tempo e o espaço com um relógio de bolso encantado. Ele acredita na Fada do Dente e no Coelhinho da Páscoa.
- Mad Jack (dublado por Tony Daniels) - Mad Jack é o irmão malvado de Gil, o Magnífico e Lila Arthur. Ele tem a intenção de roubar O Livro para que ele possa ser o único governante da eternidade. Ele acompanha o trio em muitas de suas viagens, uma vez enfrentando seu sobrinho Gil. Mad Jack viaja pelo tempo e espaço usando um cetro com uma ampulheta no topo.
- Lila Arthur (dublado por Susan Roman) - mãe de Gil e Anna. Ela sabe como usar o livro, sendo aquela que originalmente o deu a seu irmão.
- Ronald Arthur (dublado por Tom Arnold) - pai de Gil e Anna. Ele é um arqueólogo mundialmente famoso
- Mike McGrew (dublado por Dan Petronijevic) - o irmão mais velho de Fred que aparece em "See You Later, Gladiator" e "Viking It and Liking It".

- Barba-Negra (dublado por Cal Dodd)
- Israel Hands (dublado por Bill Colgate)
- Gêngis Cã (criança, dublado por Daniel DeSanto)
- Tutemés III
- Tokugawa Ieyasu (dublado por Denis Akiyama)
- Imperador Adriano
- Meriwether Lewis (dublado por Ted Atherton)
- William Clark (dublado por Don Dickinson)
- Sacagawea (dublado por Stephanie Morgenstern)
- Érico, o Vermelho (dublado por Tony Daniels)
- Leif Ericson (dublado por Robert Norman Smith)
- Thomas Edison (dublado por Michael Therriault)
- Emily Roebling
- Chaleira Preta
- Napoleão Bonaparte (dublado por Paul Essiembre)
- Sophie Blanchard (dublado por Stephanie Martin)
- Nabucodonosor II (dublado por Juan Chioran)
- Rainha Amitis
- Rainha Jinga (dublado por Alison Sealy Smith)
- Platão
- Li Shimin
- Pedro o grande
- Alexander Kikin
- Mary Shelley (dublado por Vickie Papavs)
- Lord Byron
- Leonardo da Vinci
- Robert Falcon Scott (dublado por Michael Fletcher)
- Amelia Earhart
- Selim II
- William Montagu
- Agnes Randolph (dublado por Corrine Koslo)

## Transmissão
A série foi ao ar na Discovery Kids, The Hub (agora Discovery Family) e PBS Kids nos Estados Unidos, TVOKids no Canadá, CBBC no Reino Unido e Irlanda, Cartoon Network na Austrália e Nova Zelândia e HBO Family & Cartoon Network no Sudeste Asiático. Também foi ao ar como parte de um bloco Discovery Kids de três horas na NBC até 2 de setembro de 2006, e no Jetix (mais tarde Disney XD) na Índia. Também vai ao ar na PBS Kids in Africa. Também foi dublado em hebraico sob o título "מלכודת הזמן" e exibido na Logi e Arutz HaYeladim, a série também foi exibida na Coreia do Sul na EBS sob o nome "시간 여행 삼총사" com legendas em coreano. Os seis episódios finais foram ao ar em 15 de julho de 2006. Ele encerrou sua exibição na NBC em 2 de setembro, marcando o fim do bloco "Discovery Kids on NBC". 